# Тритоны (род)
Трито́ны (лат. Triturus) — род животных из отряда хвостатых земноводных семейства настоящих саламандр. В настоящее время род тритоны насчитывает 6 видов, распространённых на большей территории Европы, России и Среднем Востоке.

## Общая характеристика
Достаточно крупные земноводные, достигают в длину от 15 до 20 см. Кожа бородавчатая. В зависимости от конкретного вида, подвида и даже конкретной популяции могут вести как чисто водный, так и по большей части наземный образ жизни. Весной, в сезон размножения, самец развивает большой гребень на спине. Самки заворачивают икру в листья водных растений, выход постметаморфного молодняка на сушу наблюдается в конце лета, хотя известны случаи зимовки личинок. Встречается и полная неотения, однако гораздо реже, чем у мелких Lissotriton и Mesotriton. Это связано с тем, что зимой неотенические особи не впадают в анабиоз, а продолжают активную жизнь: понятно, что мелкой форме гораздо проще прокормиться в бедном пищей зимнем пруду.
Интересной особенностью рода является хромосомная аномалия, из-за которой 50 % потомства всегда гибнет на стадии эмбриона.

## Классификация
Таким образом, в настоящее время в роде Triturus выделяют 8 видов тритонов:
- Triturus carnifex (Laurenti, 1768) — Серопятнистый тритон
- Triturus cristatus (Laurenti, 1768) — Гребенчатый тритон
- Triturus dobrogicus (Kiritzescu, 1903) — Дунайский тритон
- Triturus ivanbureschi Arntzen et Wielstra in Wielstra, Litvinchuk, Naumov, Tzankov et Arntzen, 2013
- Triturus karelinii (Strauch, 1870) — Тритон Карелина
- Triturus macedonicus (Karaman, 1922)
- Triturus marmoratus (Latreille, 1800) — Мраморный тритон
- Triturus pygmaeus (Wolterstorff, 1905)

Ранее род Triturus состоял из 11 видов. В настоящее время он разделён на 4 рода:
- к роду малых тритонов (Lissotriton) были отнесены мелкие виды тритонов: испанский тритон (T. boscai), нитеносный тритон (T. helveticus), T. italicus, карпатский тритон (T. montandoni) и обыкновенный тритон (T. vulgaris),
- к роду Ommatotriton причислены виды T. ophryticus и малоазиатский тритон (T. vittatus),
- к роду средних тритонов (Mesotriton) был отнесён единственный вид альпийский тритон (M. alpestris), а остальные виды по-прежнему относятся к роду Triturus[4][5].